# 기름종이
기름종이(oiled paper)는 종이에 기름을 먹여 건조시켜 방수, 내수성이나 강도, 투명도를 높인 것이다.  비닐이 보급되기 이전 포장재나 우산, 부채 등 내수성이나 강도가 필요한 일상용품에 많이 사용되었다. 또 투명도가 필요한 트레이싱 페이퍼 등으로도 사용되기도 했다. 또한 판유리가 비쌌던 과거에는, 1900년대 초 쯤 까지 기름이나 지방을 먹인 종이를 유리 대신 저렴한 창문 재료로 사용되기도 했다. 주로 아마인유, 오동기름 등 공기중에서 단단하게 굳는 건성유를 사용했지만, 콩기름이나 들기름 등도 사용되기도 했다. 
기름 대신 종이에 밀랍을 먹인 밀랍지도 비슷한 용도로 많이 사용되었다.  모양이나 일부 성질이나 용도가 비슷해서 간혹 혼동되지만 종이를 황산으로 처리해서 만드는 유산지와는 다른 물건이다. 과학 실험에서 고체 시약을 덜 때 쓰는 종이도 흔히 '기름종이'라고 부르곤 하지만 정확하게는 유산지이다.

## 종류
기름종이는 필름형과 종이형이 있는데 필름형은 유분을 강하게 흡수해 피부에 좋은 편이다. 종이형은 유분 흡수력은 좀 약하지만 수분을 덜 뺏어간다. 또한 노세범 파우더형도 존재하는데, 이건 사용할 시 피부에 여드름이 많이 나는 사람에게는 부적합하며 가루가 날린다는 단점이 있다.